# Katharina Naschenweng
Katharina Naschenweng (Spittal an der Drau, 16 december 1997) is een Oostenrijks voetbalspeelster. Ze speelt als verdediger voor FC Bayern München in de Bundesliga.

## Clubcarrière
Naschenweng werd geboren in Spittal an der Drau. Aldaar begon ze met voetballen bij de lokale voetbalclub SV Rothenthurn. Oo achttienjarige leeftijd voegde ze zich bij SK Sturm Graz, actief in de ÖFB-Frauenliga. In het seizoen 2016/17 eindigde ze met deze club op de tweede plaats. In 2019 maakte Naschenweng de overstap naat het Duitse TSG 1899 Hoffenheim actief in de Bundesliga.
In haar eerste twee seizoenen in Sinsheim maakte Naschenweng vier doelpunten in 29 competitiewedstrijden, waarna ze haar contract verlengde tot medio 2023.
In 2023, nadat haar contract bij Hoffenheim was afgelopen, maakte Naschenweng de overstap naar competitiegenoot FC Bayern München.

## Statistieken
| Seizoen | Club                | Land      | Competitie | Wedstrijden | Doelpunten |
| ------- | ------------------- | --------- | ---------- | ----------- | ---------- |
| 2019/20 | TSG 1899 Hoffenheim | Duitsland | Bundesliga | 8           | 2          |
| 2020/21 | TSG 1899 Hoffenheim | Duitsland | Bundesliga | 21          | 1          |
| 2021/22 | TSG 1899 Hoffenheim | Duitsland | Bundesliga | 21          | 3          |
| 2022/23 | TSG 1899 Hoffenheim | Duitsland | Bundesliga | 22          | 6          |
| 2023/24 | FC Bayern München   | Duitsland | Bundesliga | 17          | 3          |
| 2024/25 | FC Bayern München   | Duitsland | Bundesliga | 0           | 0          |
| Totaal  | Totaal              | Totaal    | Totaal     | 90          | 15         |

Laatste update: 7 februari 2025

## Interlandcarrière
Naschenweng maakte in 2016 haar debuut voor het Oostenrijkse nationale team. Een jaar later maakte ze onderdeel uit van de Oostenrijkse selectie op het EK 2017 in Nederland. Naschenweng en haar landgenoten haalden hier de halve finale. Vijf jaar later was Naschenweng ook van de partij op het EK 2022 in Engeland. In de eerste groepswedstrijd tegen Noord-Ierland in Southampton bepaalde ze in de 88ste minuut de eindstand op 2-0, waarmee ze bijdroeg aan de eerste overwinning van haar land op het eindtoernooi. Oostenrijk haalde de achtste finales, waarin Duitsland te sterk was.